# Heilan Group
Heilan Group («Хэйлань Груп») — китайский многопрофильный конгломерат, основные интересы которого сконцентрированы в сфере пошива одежды, розничной торговли, энергетики, коммерческой недвижимости, туризма, инвестиций, деловых и финансовых услуг. Входит в сотню крупнейших частных корпораций страны. Штаб-квартира расположена в Уси.   

## История
В 1988 году Чжоу Цзяньпин основал в уезде Цзянъинь текстильную фабрику. На её основе в 1991 году была образована многопрофильная Heilan Group. В 2002 году была основана швейная и торговая компания Heilan Home, которая в том же году открыла свой первый магазин одежды в Нанкине. В 2014 году акции HLA (Heilan Home) были зарегистрированы на Шанхайской фондовой бирже. Осенью 2015 года стоимость бренда Heilan была оценена в 11 млрд юаней. По состоянию на 2019 год под управлением Heilan Home было около 5 тыс. магазинов одежды и текстиля.

## Деятельность
Основные производственные мощности по пошиву одежды расположены в Hailan Apparel Industrial City (Цзянъинь).

### Структура

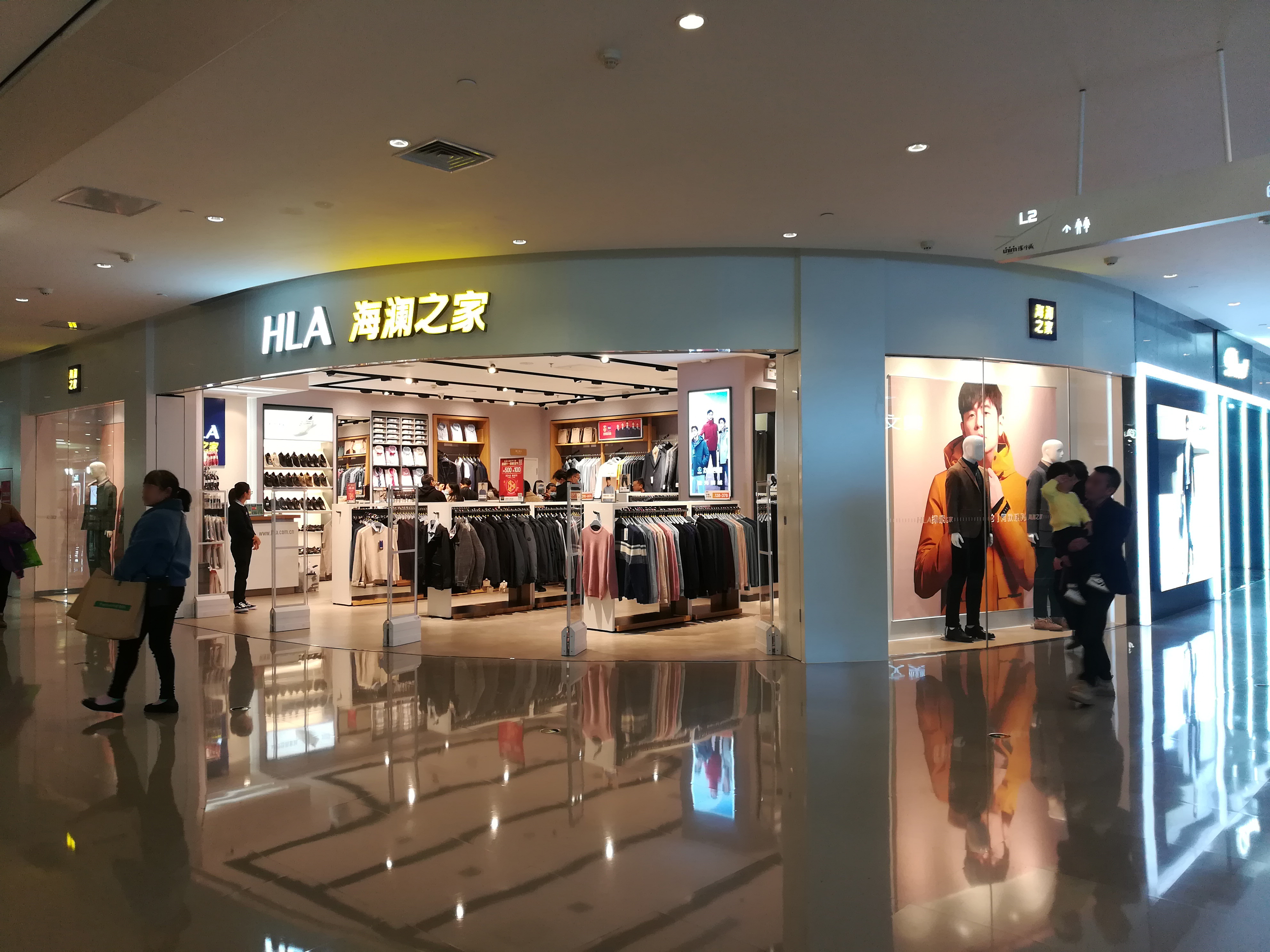
Магазин HLA в Чанша

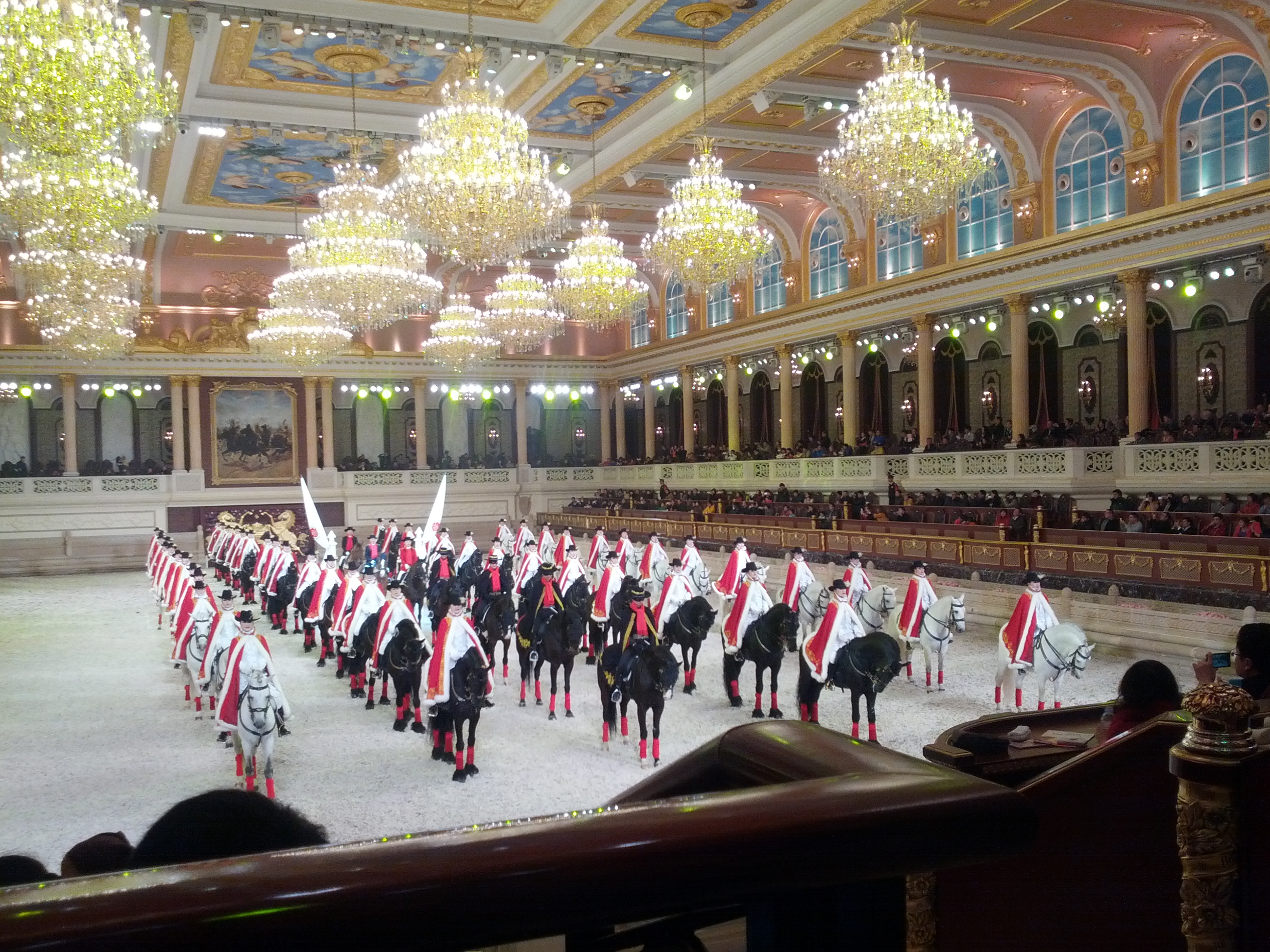
Конное шоу в Heilan Pegasus

- HLA Group (ранее Heilan Home Company Limited) — производство шерстяных и хлопчатобумажных тканей, мужской, женской и детской одежды (брюки, рубашки, футболки, деловые костюмы, юбки, пуховики, пальто, нижнее бельё), корпоративной униформы, постельного белья, полотенец и скатертей; розничная торговля под брендами HLA, HLA Jeans, Heilan Home, OVV, Sancanal, YeeHoo и Heylands в Китае и Малайзии. В компании занято более 22,6 тыс. сотрудников[7][8][9].
- Heilan Investments — инвестиции в банковский сектор, финансовые услуги, образование, информационные технологии, биотехнологии, биомедицину, энергетику, химическую промышленность, логистику, судоходство, торговлю и туризм.
- Heilan Real Estate — развитие офисной, торговой, гостиничной, жилой и промышленной недвижимости. Крупнейшими активами компании являются Heilan Fortune Center, Heilan Industrial Park и Gushan Industrial Park (Уси), Mambat Plaza (Сучжоу).
- Heilan Equestrian — развитие туристического комплекса Heilan Pegasus Aqua City в Цзянъине, в состав которого входят музеи, отели, каналы и помещения для различных конных представлений.
- Heilan New Energy и Heilan Electric Power — «умные» энергетические проекты в провинции Цзянсу, в том числе Heilan Smart Cloud (облачная платформа, предоставляющая услуги в области промышленного интернета, интернета вещей, искусственного интеллекта и больших данных).

Основными конкурентами Heilan Group на китайском рынке одежды являются Weiqiao Textile (Биньчжоу), Shenzhou International (Нинбо), Youngor Group (Нинбо), Fuanna Bedding and Furnishing (Шэньчжэнь), Bosideng International (Шанхай), Semir Garment (Вэньчжоу), Wiseman Clothing (Чжухай), 361 Degrees International (Цюаньчжоу), Septwolves Industry (Сямынь) и Haoheng Garment (Дунгуань).